# Stanislas-Bernard-Pierre d'Ustou-Saint-Michel
Stanislas Bernard Pierre d'Ustou-Saint-Michel est un homme politique français né le 16 juillet 1739 à Saint-Domingue et décédé le 12 septembre 1803 à Cazères (Gers).

## Biographie
Capitaine de cavalerie et chevalier de Saint-Louis, il est député de la noblesse aux États généraux de 1789 pour le comté de Comminges. Il siège à droite et vote avec la majorité. Il cesse de siéger à partir de mai 1790.

## Sources